# 菊池義郎
菊池 義郎（きくち よしろう、1894年〈明治27年〉4月2日 – 1990年〈平成2年〉2月4日）は、日本の政治家、植民政策学者。自由民主党の衆議院議員。日本商科大学（廃校）の学長も務めた。

## 来歴・人物
八丈島出身。早稲田大学英文科、日本大学政治学科をそれぞれ卒業。国際法・移民政策の研究に取り組み、母校日大政治学科の講師となり植民政策を講義した。
一本気な性格で、大磯の西園寺公望邸に押しかけ「元老廃止」の意見書を手交したことがある。1940年（昭和15年）、時局講演会で中国大陸からの即時撤退論を主張したことで憲兵隊に拘引され、日大退職を余儀なくされた。戦時中は外務省嘱託、大日本興亜同盟南方局次長などを務める。
戦後、1947年（昭和22年）の第23回衆議院議員総選挙に日本自由党から旧東京2区にて立候補し当選。以後当選8回。保守合同後は岸信介→川島正次郎→椎名悦三郎派（交友クラブ）に所属し、行政管理政務次官などを歴任する。反共主義の一言居士として名を馳せた。
金銭的には清潔なことで評判だったが、選挙に弱く、当選落選を繰り返していた。1972年（昭和47年）の総選挙前には当時参議院議員の石原慎太郎に、鞍替え出馬を思い止まるよう手紙を出したと言われるが功を奏せず落選。政界を引退する。1973年（昭和48年）、勲一等瑞宝章受章。